# يو إف سي ليلة القتال: برونسون ضد شهبازيان
يو إف سي ليلة القتال: برونسون ضد شهبازيان (بالإنجليزية: UFC Fight Night: Brunson vs. Shahbazyan)‏ هو حدث لفنون القتال المختلطة نظمته يو إف سي، أُقيم في 1 أغسطس 2020، على يو إف سي أبيكس في إنتربرايز، نيفادا، وهي جزء من منطقة لاس فيغاس الحضرية، الولايات المتحدة.